# Strategien gegen Architektur III
Albums de Einstürzende Neubauten
Silence Is Sexy
(2000) Supporter Album No. 1
(2003)
Strategien gegen Architektur III (ou Strategies Against Architecture III 1991-2001 pour sa sortie anglaise) est un double album de compilation du groupe Einstürzende Neubauten sorti en 2001.
C'est une rétrospective de morceaux live et de faces B du groupe enregistrés pendant les années 1990.

## Liste des titres

### Disque un
1. Zentrifuge (4:48)
2. 12305(te Nacht) (4:11)
3. Für Wen Sind Die Blumen? (4:24)
4. Redukt (9:40) (live)
5. Ende Neu (6:19) (live)
6. Blume (4:30) (version française)
7. Three Thoughts (Devil's Sect) (4:37)
8. Implosion (1:32)
9. Scampi Alla Carlina (2:45)
10. Snake (3:35)
11. Alles Was Irgendwie Nützt (8:08) (live)
12. The Garden (5:13)
13. Anrufe In Abwesenheit (4:18)
14. Querulanten (0:58)

### Disque deux
1. Architektur Ist Geiselnahme (5:04)
2. Helium (3:12)
3. Wüste (3:49) (version ballet)
4. Der Leere Raum (1:59)
5. Was Ist Ist (4:17) (version longue)
6. I Wish This Would Be Your Colour (8:11) (live)
7. Bili Rubin (3:00)
8. Die Interimsliebenden (7:16)
9. Installation Nr. 1 (John Is Mixing) (3:46)
10. Montblanc (0:29)
11. Open Fire (4:28)
12. Salamandrina (2:59)
13. Letztes Bild (3:54)
14. Silence Is Sexy (6:00)
15. Drachen (2:07)

## Composition du groupe
- Blixa Bargeld - chant, guitare
- Mark Chung - guitare, chant
- Jochen Arbeit - guitare, chant
- Alexander Hacke - basse, chant
- N.U. Unruh - percussion, chant
- F.M. Einheit - percussion, chant
- Rudi Moser - percussion, chant
- Anita Lane - chant sur Blume